# Takako Shimazu

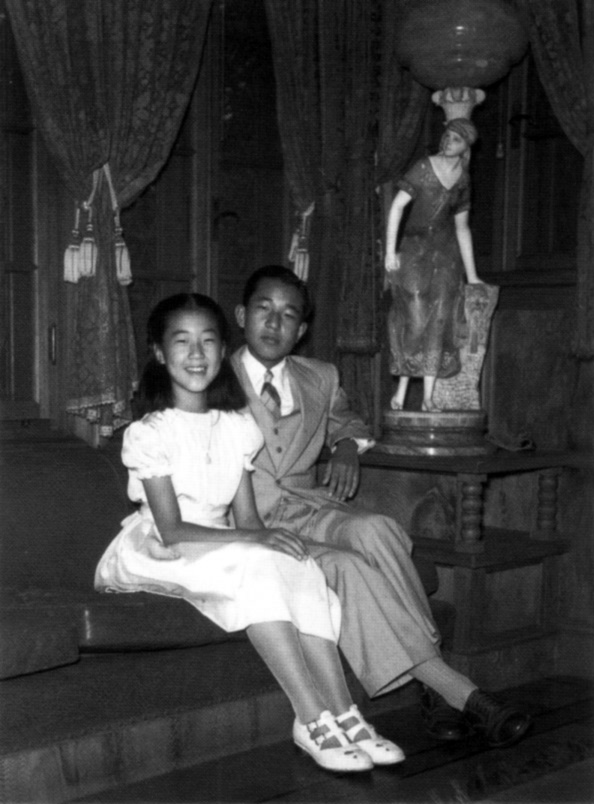
Kronprinz Akihito und Takako Shimazu 1950

Takako Shimazu (* 2. März 1939) ist die jüngere Schwester von Akihito, des emeritierten Kaisers von Japan, und Masahito Hitachi sowie die Tante des amtierenden Tennō, Naruhito.
1960 heiratete sie einen Bürgerlichen und musste wegen des 1947 verabschiedeten Gesetzes über die kaiserliche Familie auf ihren Adelsstatus verzichten.